# Sertularia schmidti
Sertularia schmidti är en nässeldjursart som beskrevs av Kudelin 1914. Sertularia schmidti ingår i släktet Sertularia och familjen Sertulariidae.
Artens utbredningsområde är Norra Ishavet. Inga underarter finns listade i Catalogue of Life.